# Nariman Akhundzada
Nariman Akhundzada (23 de abril de 2003) es un futbolista azerí, nacionalizado montenegrino que juega en la demarcación de delantero para el Qarabağ FK de la Liga Premier de Azerbaiyán.

## Selección nacional
Hizo su debut con la selección de fútbol de Azerbaiyán el 19 de noviembre de 2023 en un partido de clasificación para la Eurocopa 2024 contra Bélgica que finalizó con un resultado de 5-0 tras un gol de Leandro Trossard y cuatro goles de Romelu Lukaku.

## Clubes
| Club          | País       | Año       | Partidos | Goles |
| ------------- | ---------- | --------- | -------- | ----- |
| Qarabağ FK II | Azerbaiyán | 2021-2023 | 4        | 6     |
| Qarabağ FK    | Azerbaiyán | 2022-     | 101      | 27    |

## Palmarés

### Títulos nacionales
| Título                     | Club          | País       | Año  |
| -------------------------- | ------------- | ---------- | ---- |
| Liga Premier de Azerbaiyán | Qarabağ F. K. | Azerbaiyán | 2023 |
| Liga Premier de Azerbaiyán | Qarabağ F. K. | Azerbaiyán | 2024 |
| Copa de Azerbaiyán         | Qarabağ F. K. | Azerbaiyán | 2024 |
| Liga Premier de Azerbaiyán | Qarabağ F. K. | Azerbaiyán | 2025 |